# Bella Spewack
Bella Cohen Spewack (* 25. März 1899 in Bukarest, Rumänien; † 27. April 1990 in Manhattan, New York) war eine US-amerikanische Dramaturgin, Librettistin und Drehbuchautorin rumänischer Herkunft.

## Leben
Bella Spewack wurde 1899 als Bella Cohen in Bukarest geboren. Nach der Scheidung ihrer Eltern siedelte sie mit ihrer Mutter in die Vereinigten Staaten über. Sie wuchs dann an der East Side Manhattans auf. 1917 machte sie an der Washington Irving High School ihren Schulabschluss, hatte anschließend jedoch Schwierigkeiten, Arbeit zu finden. Sie erhielt schließlich eine Anstellung als Autorin bei der Yorkville Home News. Aufgrund ihrer pazifistischen Ansichten wechselte sie schon bald zu The New York Call, einer sozialistischen Zeitung. Auf ihre Artikel wurde schließlich Sam Spewack aufmerksam, der als Reporter für die New York World arbeitete. Sie heirateten im Jahr 1922 und waren bis 1926 als Auslandskorrespondenten in Moskau tätig. Ab 1928 wirkten sie als Autorenduo spritziger Komödien am New Yorker Broadway. Mit dem Bühnenstück Clear All Wires, das auf ihren Erfahrungen als Reporter in Moskau beruhte, konnten sie ihren ersten Broadway-Erfolg verbuchen.
Ab 1931 wurden beide als Drehbuchautoren auch in Hollywood von verschiedenen Filmstudios wie Columbia Pictures, MGM und Warner Brothers engagiert. Für die Filmkomödie Meine Lieblingsfrau (My Favorite Wife) erhielten sie 1941 zusammen mit Leo McCarey eine Oscar-Nominierung in der Kategorie Beste Originalgeschichte. 1963 entstand nach diesem Drehbuch ein Remake mit Doris Day und James Garner unter dem Titel Eine zuviel im Bett (Move Over, Darling). Das Autorenpaar feierte jedoch seine größten Erfolge mit den Libretti für die Cole-Porter-Musicals Leave It to Me! (1938) und Kiss Me, Kate (1948). Für Kiss Me, Kate, 1953 von George Sidney auch für die Kinoleinwand adaptiert, wurden Bella und Sam Spewack 1949 mit je zwei Tony Awards ausgezeichnet.
Bella Spewack starb 1990 im Alter von 91 Jahren in Manhattan, wo sie zuletzt ihren Wohnsitz hatte.

## Werke (Auswahl)

### Bühnenstücke
- The War Song, 1928
- Poppa, 1928
- Clear All Wires, 1932
- Spring Song, 1934
- Boy Meets Girl, 1935
- Miss Swan Expects, 1939
- Woman Bites Dog, 1946
- The Golden State, 1950
- My 3 Angels, 1953

### Musicals
- Leave It to Me!, 1938 (basierend auf dem Bühnenstück Clear All Wires)
- Kiss Me, Kate, 1948

### Drehbücher
- 1933: Should Ladies Behave
- 1934: Liebe nach Noten (The Cat and the Fiddle)
- 1934: The Gay Bride
- 1935: Spione küßt man nicht (Rendezvous)
- 1937: Für Sie, Madame … (Vogues of 1938)
- 1938: Three Loves Has Nancy
- 1938: Der kleine Star (Boy Meets Girl)
- 1940: Meine Lieblingsfrau (My Favorite Wife)
- 1945: Weekend im Waldorf (Week-End at the Waldorf)

## Auszeichnungen
- 1941: Oscar-Nominierung in der Kategorie Beste Originalgeschichte für Meine Lieblingsfrau zusammen mit Leo McCarey und Sam Spewack
- 1949: Zwei Tony Awards für Kiss me, Kate zusammen mit Sam Spewack